# 土耳其裔墨西哥人
土耳其裔墨西哥人（土耳其語：Meksika Türkleri），是指移民或生於墨西哥的土耳其人，截至2019年人口有461人。其中大多数人信奉伊斯兰教逊尼派，少部分人信仰犹太教。
他們多是在奧斯曼帝國崩潰前後移民到墨西哥。